# Pierwszy rząd Giovanniego Spadoliniego

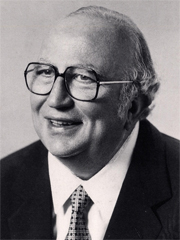
Giovanni Spadolini

Pierwszy rząd Giovanniego Spadoliniego – rząd Republiki Włoskiej funkcjonujący od 28 czerwca 1981 do 23 sierpnia 1982.
Gabinet powstał w trakcie VIII kadencji Izby Deputowanych i Senatu w miejsce rządu Arnalda Forlaniego. Nową koalicję utworzyły Chrześcijańska Demokracja (DC), Włoska Partia Socjalistyczna (PSI), Włoska Partia Republikańska (PRI), Włoska Partia Socjaldemokratyczna (PSDI) oraz Włoska Partia Liberalna (PLI). Na czele rządu stanął Giovanni Spadolini z republikanów, stając się pierwszym premierem Republiki Włoskiej niezwiązanym z chadecją. Jeszcze w tej samej kadencji gabinet został zastąpiony przez drugi rząd dotychczasowego premiera (składający się też z tych samych ministrów).

## Skład rządu
- Premier: Giovanni Spadolini (PRI)
- Minister spraw zagranicznych: Emilio Colombo (DC)
- Minister spraw wewnętrznych: Virginio Rognoni (DC)
- Minister sprawiedliwości: Clelio Darida (DC)
- Minister budżetu i planowania gospodarczego: Giorgio La Malfa (PRI)
- Minister finansów: Rino Formica (PSI)
- Minister skarbu: Beniamino Andreatta (DC)
- Minister obrony: Lelio Lagorio (PSI)
- Minister edukacji publicznej: Guido Bodrato (DC)
- Minister robót publicznych: Franco Nicolazzi (PSDI)
- Minister rolnictwa i leśnictwa: Giuseppe Bartolomei (DC)
- Minister transportu: Vincenzo Balzamo (PSI)
- Minister poczty i telekomunikacji: Remo Gaspari (DC)
- Minister przemysłu, handlu i rzemiosła: Giovanni Marcora (DC)
- Minister pracy i ochrony socjalnej: Michele Di Giesi (PSDI)
- Minister handlu zagranicznego: Nicola Capria (PSI)
- Minister marynarki handlowej: Calogero Mannino (DC)
- Minister zasobów państwowych: Gianni De Michelis (PSI)
- Minister zdrowia: Renato Altissimo (PLI)
- Minister turystyki: Nicola Signorello (DC)
- Minister kultury: Vincenzo Scotti (DC)
- Minister bez teki do spraw sytuacji nadzwyczajnych w Mezzogiorno: Claudio Signorile (PSI)
- Minister bez teki do spraw kontaktów z parlamentem: Luciano Radi (DC)
- Minister bez teki do spraw służb publicznych: Dante Schietroma (PSDI)
- Minister bez teki do spraw koordynowania polityki wspólnotowej: Lucio Abis (DC)
- Minister bez teki do spraw badań naukowych i technologii: Giancarlo Tesini (DC)
- Minister bez teki do spraw regionalnych: Aldo Aniasi (PSI)
- Minister bez teki do spraw koordynowania obrony cywilnej: Giuseppe Zamberletti (DC)